# 1829

## Esdeveniments
Països Catalans
- 15 de desembre, Maó: És inaugurat el Teatre Principal de Maó, el teatre d'òpera més antic d'Espanya.[1]

Resta del món
- Grècia assoleix la independència de l'Imperi Otomà.
- 20 de març, Torrevella: terratrèmol de Torrevella.[2]
- 16 d'octubre: Comença la primera carrera de velocitat de locomotores celebrat a la línia Liverpool-Manchester guanyat per Stephenson i la seva locomotora "Rocket".[3]

## Naixements
Països Catalans
- 27 de juny, Terrassa: Josep Vidal i Campaneria, alcalde de Sabadell durant la Primera República.
- 29 d'octubre, Barcelona: Emili Pi i Molist, metge psiquiatre.
- 24 de desembre, Oriola, Baix Segura: José Rogel Soriano, compositor de sarsuela valencià (m. 1901).

Resta del món
- 16 de juny, París: Henriette Browne, pintora orientalista francesa (m. 1901).[4]
- 26 de juliol, Oostende, Bèlgica: Auguste Beernaert, advocat i polític flamenc, Premi Nobel de la Pau de 1909 (m. 1912).[5]
- 7 de setembre, Darmstadt, Alemanya: Friedrich August Kekulé, químic alemany (m. 1896).[6]
- 5 d'octubre: Chester Alan Arthur, president dels Estats Units (m. 1886).[7]
- 15 d'octubre, Goshen, Estats Units: Asaph Hall, astrònom, descobridor de les llunes de Mart (m. 1907).[8]
- 16 d'octubre - Primera carrera de velocitat de locomotores celebrat a la línia Liverpool-Manchester guanyat per Stephenson i la seva locomotora "Rocket".
- 29 de desembre, Milà: David Kaltbrunner, geògraf.
- Magdeburg: Friedrich Spielhagen, novel·lista

## Necrològiques
Països Catalans
- 25 de gener, Sabadell: Antoni Bosch i Cardellach, metge, arxiver i historiador català.

Resta del món
- 3 de març, San Julián de la Barra, Regne de Portugal: Diego Muñoz Torrero, sacerdot, catedràtic i polític espanyol, considerat un dels pares de la Constitució de Cadis de 1812, exiliat pocs anys abans.
- 28 d'abril: Karl Gottlieb Umbreit, organista i compositor alemany.
- 16 d'agost, Barmen: Carl Gotthelf Glaeser, músic prussià.
- 29 d'octubre, Salzburg, Àustria: Maria Anna Mozart, música austríaca, germana de Wolfgang Amadeus Mozart.[9]
- 18 de desembre, París, França: Jean-Baptiste Lamarck, naturalista francès autor de la teoria evolutiva coneguda com a lamarckisme.